# L'Enfance volée
Pour plus de détails, voir Fiche technique et Distribution.
L'Enfance volée (Der Verdingbub) est un film dramatique suisse-alémanique réalisé par Markus Imboden, sorti en 2011.
L'histoire de ce film s'inspire des « Verdingkinder », enfants placés en Suisse entre 1880 et 1950. 

## Synopsis
Dans les années 1950, Max, un adolescent orphelin, quitte le foyer dans lequel il est élevé pour être placé dans une famille de fermiers qui reçoit de l'argent en compensation de son accueil. Il passe des moments difficiles dans cet environnement dur et voit arriver un peu plus tard Berteli, une jeune fille un peu plus jeune que lui et qui est placée là parce que sa mère ne peut plus subvenir à ses besoins et à ceux de ses deux petites sœurs. Le jeune homme est passionné de musique et joue remarquablement de l'accordéon. Un jour, après avoir entendu à la radio un morceau de bandonéon argentin, il rêve de quitter cet environnement, dans lequel on le traite comme un animal, pour aller en Argentine, là où la vie lui semble plus facile. La fille est du même avis et rêve de partir avec lui. Malheureusement, les choses ne se passent pas tout à fait comme ils l'espèrent…

## Fiche technique
- Titre original : Der Verdingbub
- Titre international : The Foster Boy
- Titre français : L'Enfance volée
- Réalisation : Markus Imboden
- Scénario : Plinio Bachmann ; Jasmine Hoch (collaboration)
- Direction artistique : Marion Schramm, Andi Schrämli et Nils Tünnermann
- Costumes : Claudia Flütsch
- Photographie : Peter von Haller
- Son : André Zimermann
- Montage : Ursula Höf
- Musique : Benedikt Jeger
- Production : Peter Reichenbach et Claudia Schörer
- Sociétés de production : C-Films ; ARD Degeto Film, Arte, Bayerischer Rundfunk (BR), Bremedia Produktion, Südwestrundfunk (SWR) (coproductions)
- Sociétés de distribution : ,  Ascot Elite Entertainment Group
- Pays d’origine :  Suisse et  Allemagne
- Langue originale : suisse allemand
- Format : couleur - 2.35 : 1 - 35mm
- Genre : drame
- Durée :  107 minutes
- Dates de sortie :
  -  Suisse alémanique : 3 novembre 2011[1]
  -  Suisse romande : 18 avril 2012[1]
  -  Allemagne : 25 octobre 2012
  -  France : 5 septembre 2014 sur Arte[2] (TV)

## Distribution
- Katja Riemann (V. F. : Viviana Aliberti) : madame Bösiger
- Stefan Kurt (V. F. : Christian Gregori) : monsieur Bösiger
- Maximilian Simonischek (V. F. : Khaled Khouri) : Jakob
- Max Hubacher (V. F. : Antoine Maulini) : Max
- Lisa Brand (V. F. : Capucine Lehmann) : Berteli
- Miriam Stein (V. F. : Sibylle Blanc) : Esther

Version française (V. F.) selon le carton de doublage.

## Production

### Tournage
L'équipe de la production C-Films, avec le soutien de Bremedia Produktion, a filmé entièrement les séquences de septembre 2011 à octobre 2011 à Emmental dans le canton de Berne en Suisse et à Hambourg en Allemagne.

## Accueil

### Sorties internationales
Der Verdingbub, titre original de L'Enfance volée, sort en avant-première le 3 novembre 2011 en Suisse alémanique, le 18 avril 2012 en Suisse romande et le 25 octobre 2012 en Allemagne.
Après l'avant-première suisse allemande, il est sélectionné aux Journées cinématographiques de Soleure en janvier 2012.
En France, le film reste inédit jusqu'à la première diffusion du 5 septembre 2014 sur Arte.

### Box-office
Dans les salles suisse allemandes se comptent plus de 250 000 spectateurs, le plus grand succès depuis les cinq dernières années.

## Distinctions

### Récompenses
- Cérémonie du cinéma suisse 2012 :
  - Meilleure interprétation masculine pour Max Hubacher
  - Meilleur espoir d’interprétation pour Stefan Kurt
- Cérémonie du cinéma bavarois 2013 : Meilleure jeune actrice pour Lisa Brand

### Nominations
- Cérémonie du cinéma suisse 2012 :
  - Meilleur film de fiction pour Markus Imboden
  - Meilleure interprétation féminine pour Lisa Brand
  - Meilleur scénario pour Plinio Bachmann
  - Meilleure musique de film pour Benedikt Jeger